# Julian Fuchs
Julian Fuchs (* 2. März 2001 in Korbach) ist ein deutscher Handballspieler, der beim Bundesligaverein Bergischer HC spielt.

## Karriere

### Verein
Fuchs begann in der E-Jugend des TSV Korbach. Dann spielte er in der C-Jugend-Oberliga für die HSG Zwehren/Kassel, wechselte danach zur Eintracht Baunatal. Ab der A-Jugend spielte Julian Fuchs im Jugendbundesligateam der MT Melsungen. Anschließend spielte er zunächst in der Reserve der MT Melsungen.
Sein Bundesliga-Debüt feierte Julian Fuchs am 11. Februar 2021 in Essen, als die MT Melsungen gegen TUSEM Essen antrat. In den letzten 52 Sekunden verwandelte der Korbacher einen Strafwurf. Fuchs wurde aus der 2. Mannschaft als Ersatzspieler einberufen und vertrat in dem Spiel Tobias Reichmann, welcher durch eine Meniskus-OP für mehrere Wochen ausfiel.
In der Saison 2022 wurde Fuchs als Ersatzspieler für Timo Kastening in das Bundesligateam einberufen. Aufgrund seiner Leistungen als Ersatzspieler wurde der Vertrag des Youngsters Ende 2022 von den MT-Verantwortlichen um zwei Jahre verlängert. Zum Einsatz kam der Korbacher in allen 17 Bundesligaspielen und erzielte dabei 15 Tore. Für die Spielzeit 2023/24 wurde er an den Ligakonkurrenten HSG Wetzlar ausgeliehen. Im Sommer 2024 wechselte er zum Zweitligisten Bergischer HC. 2025 stieg er mit dem Bergischen HC in die Bundesliga auf.